# Frumales
Frumales è un comune spagnolo di 187 abitanti situato nella comunità autonoma di Castiglia e León.